# Новогодняя марка

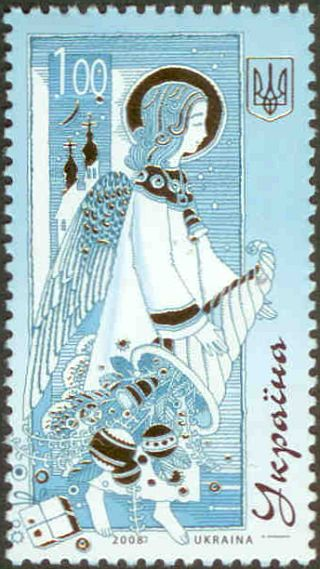
Новогодняя марка Украины, 2008(Mi #999)

Нового́дняя ма́рка — красочная почтовая марка с новогодним сюжетом рисунка и новогодними поздравлениями, традиционно выпускаемая в некоторых странах к Новому году и предназначенная для оплаты открыток, писем и бандеролей, пересылаемых в предновогодний и посленовогодний периоды.

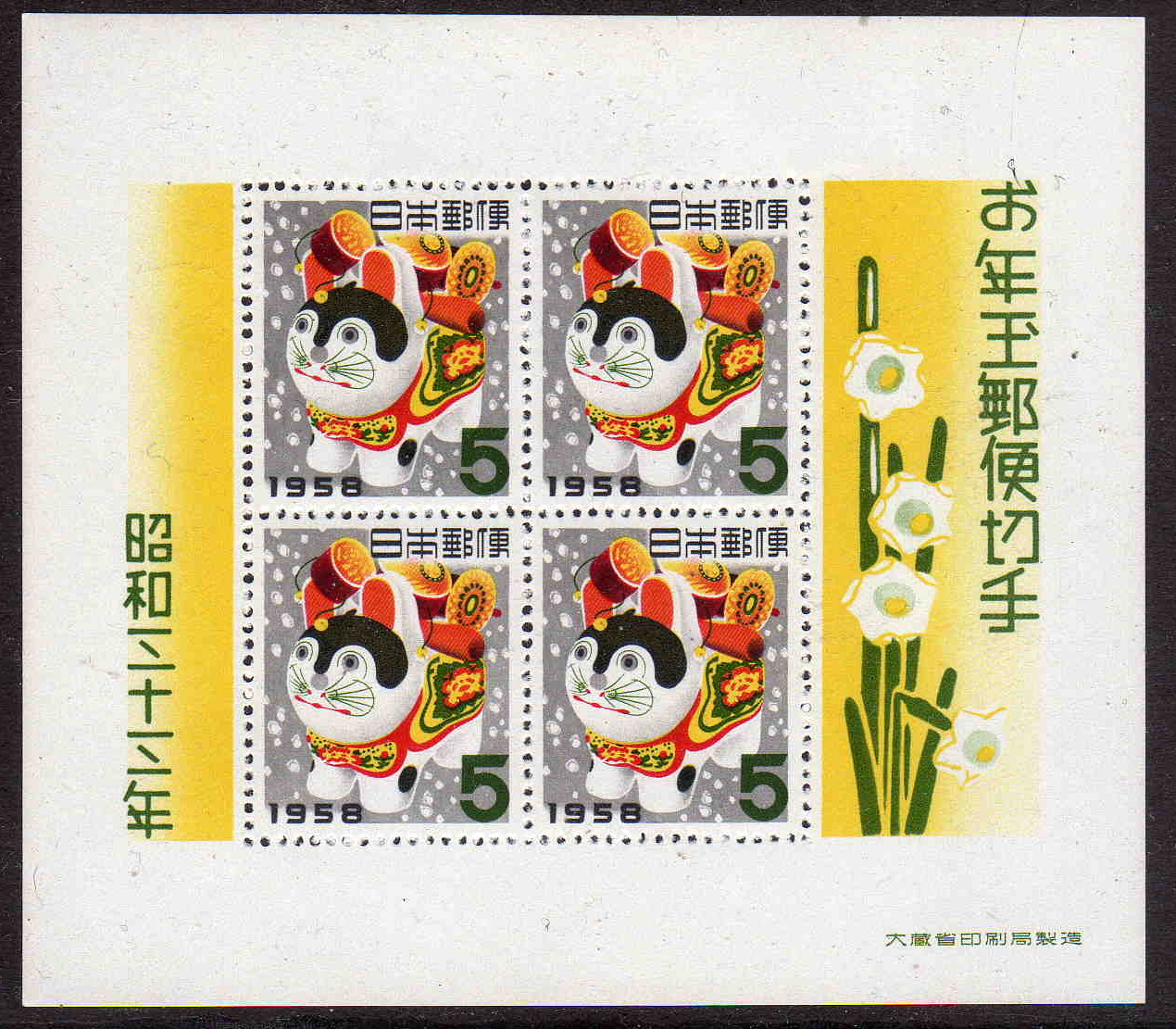

## Описание
Почтовые ведомства многих стран мира выпускают красочные почтовые марки в связи с празднованием Нового года. Причем выходить они могут не только в конце декабря, но и в другие месяцы года, что связано с различиями в календарях, принятых в той или иной стране.

## История появления

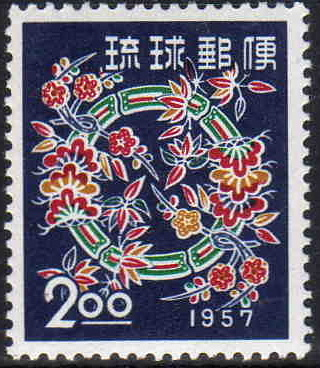
Новогодняя марка оккупационного правительства США на островах Рюкю, 1956(Sc #40)

Впервые идея выпустить специальную новогоднюю марку пришла в голову почтмейстеру Дании Эйнару Холбеллу в 1904 году. Первая выпущенная в Дании новогодняя марка не имела номинала и предназначалась не для оплаты почтового сбора, а для новогодних поздравлений. Популярность таких марок постепенно росла, и до сих пор они выпускаются в некоторых скандинавских странах. Характерные сюжеты: зимние пейзажи, рождественские ёлки, лыжники, катающиеся на санках дети, снеговики и другие символы зимы и новогоднего праздника.
Почтовые марки на новогоднюю тему с номиналом появились значительно позднее: вначале это были новогодние надпечатки на обычных марках, например марка Парагвая 1931 года.

## Выпуски Японии

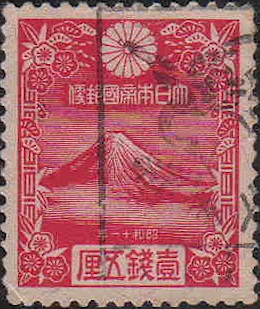
Новогодняя марка Японии, 1935(Sc #222)

С 1935 года новогодние марки стали печатать в Японии: первоначально для оплаты поздравительных открыток. На первой такой марке розово-карминового цвета (Sc #222) была изображена гора Фудзи. Марка применялась на новогодних открытках в период с 1 по 31 декабря 1935 года, а с 1 января 1936 года использовалась для оплаты обычных писем. Аналогичными — и в том же цвете — были выпуски 1936 и 1937 годов (Sc #234, 256).
Эта традиция возобновилась после Второй мировой войны. В 1948 году была выпущена специальная почтовая марка карминово-красного цвета (Yt #404; Sc #424), посвящённая празднованию Нового года, с изображением ребёнка, играющего в ханэцуки (яп. 羽根突き). С этого же года новогодние выпуски стали выходить в Японии регулярно.
С 1950 года выпуск подобных карминово-красных марок был продолжен и производился 1 января, а позднее — в ноябре-декабре предыдущего года и в цвете. Выпуски новогодних марок до сих пор являются ежегодными.
С 1949 года новогодние марки выходят одновременно в блоках[≡]. Последние в продажу не поступают, а распространяются как лотерейные билеты. Хотя такие блоки разыгрываются в приуроченной к празднику общенациональной лотерее, они могут в полной мере использоваться для франкировки почтовых отправлений. Блоки содержат от трёх до пяти, а с 1977 года по две новогодних марки и имеют индивидуальные номера, по которым производится розыгрыш призов (сейчас они котируются по $30—60).

Новогодние марки Японии: 1948, 1950, 1951, 1952, 1953 — дважды, 1994(Sc #424, 498, 522, 551, 576, 594, 2222). Сюжеты выпусков 1950, 1951, 1953 и 1994 годов одновременно посвящены китайскому Новому году

Обычно японские новогодние марки имеют небольшие номиналы и стандартный размер. На них часто изображают куклы, игрушечных животных и другие детские игрушки, статуэтки, маски сказочных героев и т. д., которые сюжетно, как правило, связаны с празднованием Нового года по восточному календарю. Так, в 1950 году на марке был нарисован тигр, в 1951 — девочка с кроликом, в 1953 — игрушечная лошадь, а начиная с 1957 года подобное стало ежегодной традицией, поскольку каждый Новый год, согласно японскому календарю, имеет особое название.

## Выпуски СССР и России
Первая марка «С Новым годом!» была эмитирована в СССР в декабре 1962 года[≡], в беззубцовом и зубцовом исполнении (ЦФА [АО «Марка»] № 2802—2803), после чего такие марки стали выпускаться ежегодно. На выполненной по рисунку художника А. Шмидштейна марке 1962 года были изображены новогодняя ёлка и голубь мира на фоне Земного шара. На купоне марки впервые появилась поздравительная надпись «С Новым годом!». Новогодняя специфика этой миниатюры нашла своё отражение и в том, что впервые на почтовой марке СССР, фактически выпущенной в обращение в 1962 году, был указан 1963 год.
В декабре 1963 года в обращении появилась серия из трёх марок, две марки которой (по рисунку С. Поманского) с изображением пятиконечной звезды с датой «1964» на фоне заснеженной ели имеют рельефное тиснение, а в одной из них использована яркая люминесцентная краска. Тиснение отличает и почтовую марку, эмитированную к Новому 1965 году. Выпущенная в декабре 1968 года новогодняя марка также ознаменовала примечательный этап в советской филателии: впервые по поводу её выпуска был напечатан конверт первого дня СССР. Советские новогодние марки отражали успехи и достижения советского народа.
Первая новогодняя марка России была выпущена 2 декабря 1992 года[≡].
Выпущенная в декабре 2009 года по рисунку художника О. Лучниковой новогодняя марка напечатана на мелованной самоклеящейся бумаге впервые в необычной форме снежинки. Необычная форма (два скругленных угла) характерна и для марки, вышедшей 1 декабря 2010 года. На выполненном художником А. Грибковой рисунке марки изображён Дед Мороз на фоне узоров и российского флага, который держит в руке с надетой рукавицей поздравительный конверт.

Примеры новогодних марок СССР и России
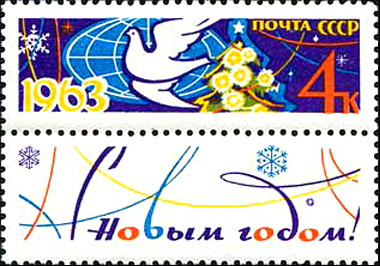
Первая новогодняя марка СССР, 1962, 4 копейки[^] (ЦФА [АО «Марка»] #2803; Sc #2681)
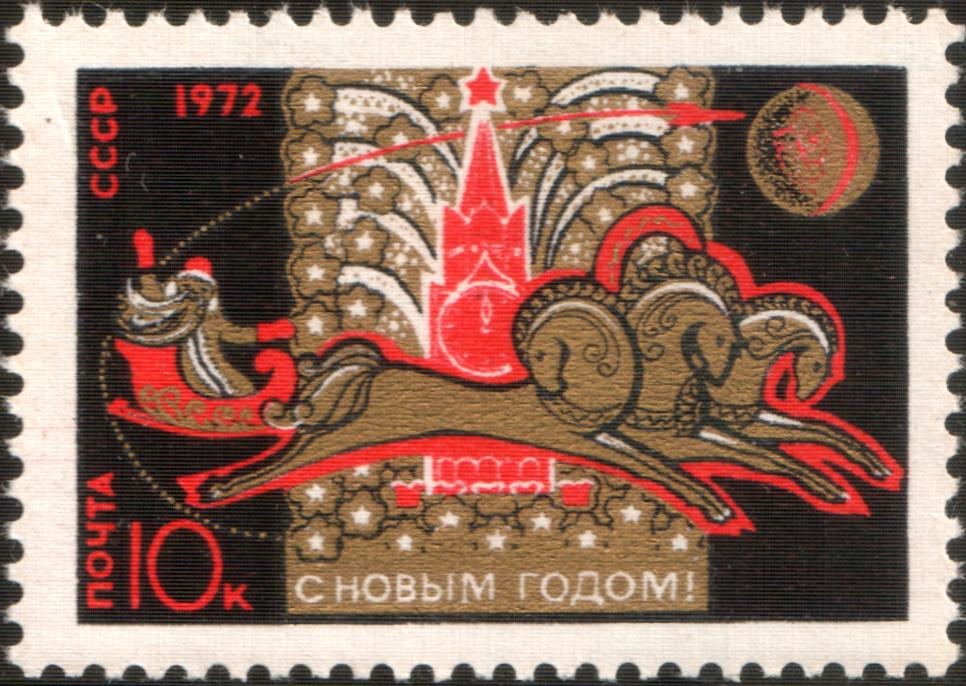
СССР, 1971, 10 копеек (ЦФА [АО «Марка»] #4045; Sc #3890)
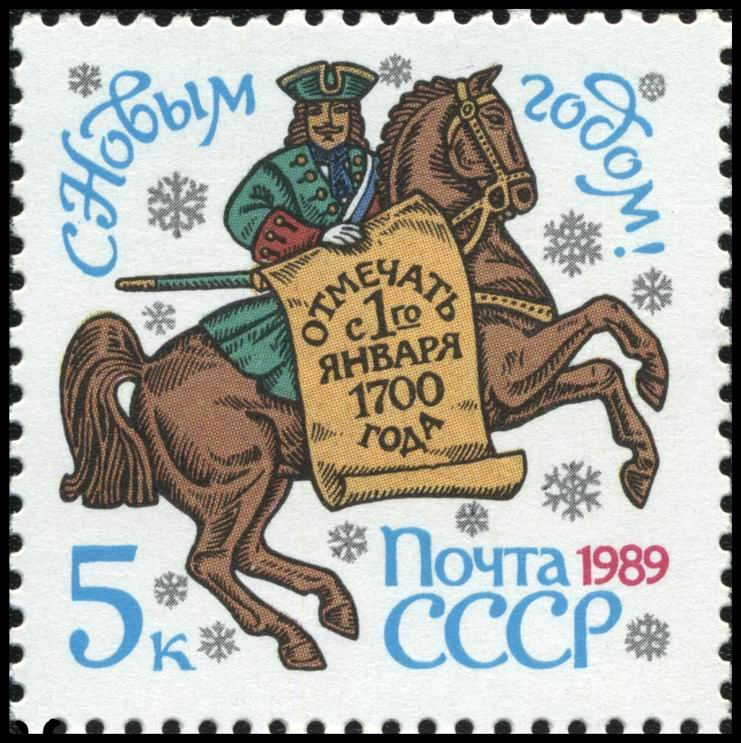
СССР, 1988, 5 копеек (ЦФА [АО «Марка»] #6005; Sc #5718)
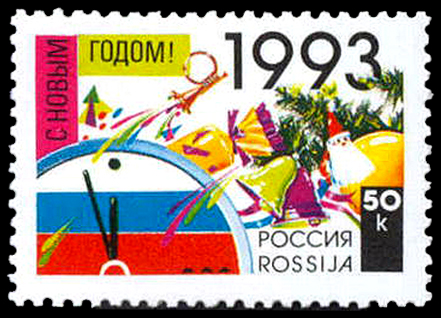
Первая новогодняя марка России, 1992, 50 копеек[^] (ЦФА [АО «Марка»] #58; Sc #6107)

## Китайский Новый год на марках мира

Китайский год Свиньи на почтовом блоке Японии, 1994(Sc #2443, 2444)

В странах Азии и Индийского океана Новый год отмечается по китайскому календарю — в конце января или в начале февраля. Почтовые марки в честь китайского Нового года выпускают многие государства, такие как Япония, Китай, Тайвань, Гонконг, США, Новая Зеландия, Австралия, Канада, Франция и др. Эмиссия таких марок обычно происходит в январе—феврале.
Сюжеты марок в честь китайского Нового года традиционно включают изображения соответствующих наступающему году символического животного или птицы в составе двенадцатеричного цикла, а именно: Крысы, Быка, Тигра, Кролика, Дракона, Змеи, Лошади, Козы, Обезьяны, Петуха, Собаки и Свиньи (Кабана). Рисунки марок могут быть индивидуальными, а могут быть серийными. К примеру, с 1992 года США выпускали посвящённые китайскому Новому году марки, которые имеют общий тип рисунка — изображение фигурок животных, вырезанных из цветной бумаги, а также китайские каллиграфические знаки, переводимые как пожелание счастливого Нового года. Подобные марки выходили в этой стране ежегодно, пока не были представлены все двенадцать животных китайского лунного цикла.
С 1950 года Япония начала самой первой в XX веке выпускать коммеморативные марки с сюжетами на тему китайского Нового года, за ней последовали другие страны:
- Южная Корея — с 1959 года,
- Тайвань — с 1965 года,
- ДРВ, Гонконг — с 1966 года,
- Южный Вьетнам — с 1975 года,
- КНР — с 1980 года,
- Макао — с 1984 года,
- КНДР — с 1988 года.

В 1990-х — начале 2000-х годов эту тематику подхватили ряд других государств и территорий, и в их числе:
- Филиппины — с 1991 года,
- США — с 1992 года,
- Бутан — с 1993 года,
- Австралия, Гайана, Гана, Ирландия, Киргизия — с 1994 года,
- Канада — с 1997 года,
- Мадагаскар — с 1999 года,
- Гибралтар — с 2001 года,
- Франция — с 2005 года.

Большинство этих выпусков включают конверты первого дня, памятные блоки и другие филателистические сувениры.
Со второй половины 2000-х годов всё больше и больше государств, как, например, ЮАР, Сингапур, Таиланд и Словения, стали выпускать марки, посвящённые Новому году по китайскому календарю, и эта филателистическая тема приобрела заметную популярность и определённый спекулятивный оттенок в международном масштабе.

## Новый год в некоторых других календарях и странах
В Иране новогодние марки издаются с 1965 года и содержат изображения иранской флоры и фауны, но Новый год здесь празднуют по иранскому солнечному календарю, отмечая его 21—22 марта.
На марках ряда мусульманских стран (Ирак, Египет, Судан, Ливия и др.) указывается наступающий год Хиджры, начало которого приходится на 1 мухаррама — первого месяца лунного календаря Хиджры. Например, в 1975 году на почтовых эмиссиях арабских стран был указан 1395 год.
На Кубе 1 января — не только день наступления Нового года, но и День освобождения и победы Кубинской революции, о чём повествуют соответствующие марки острова Свободы.
В Эфиопии праздник Нового года, отмечаемый 11—12 сентября, с 1974 года тоже совпадал с днём народно-демократической революции, что нашло отражение на новогодних марках этой страны.
Интересна история новогодней авиапочтовой марки Сен-Пьера и Микелона (Yt #28), которая вышла в свет в 1961 году в ознаменование 20-летия присоединения этих островов в 1941 году к движению «Свободная Франция», созданному для борьбы с фашизмом. Это историческое событие совпало с новогодними праздниками, о чём указано в надписи на марке. Кроме того, на миниатюре помещён силуэт подводной лодки «Surcouf» с французским вымпелом на фоне карты Северной Атлантики.